# Black Brant

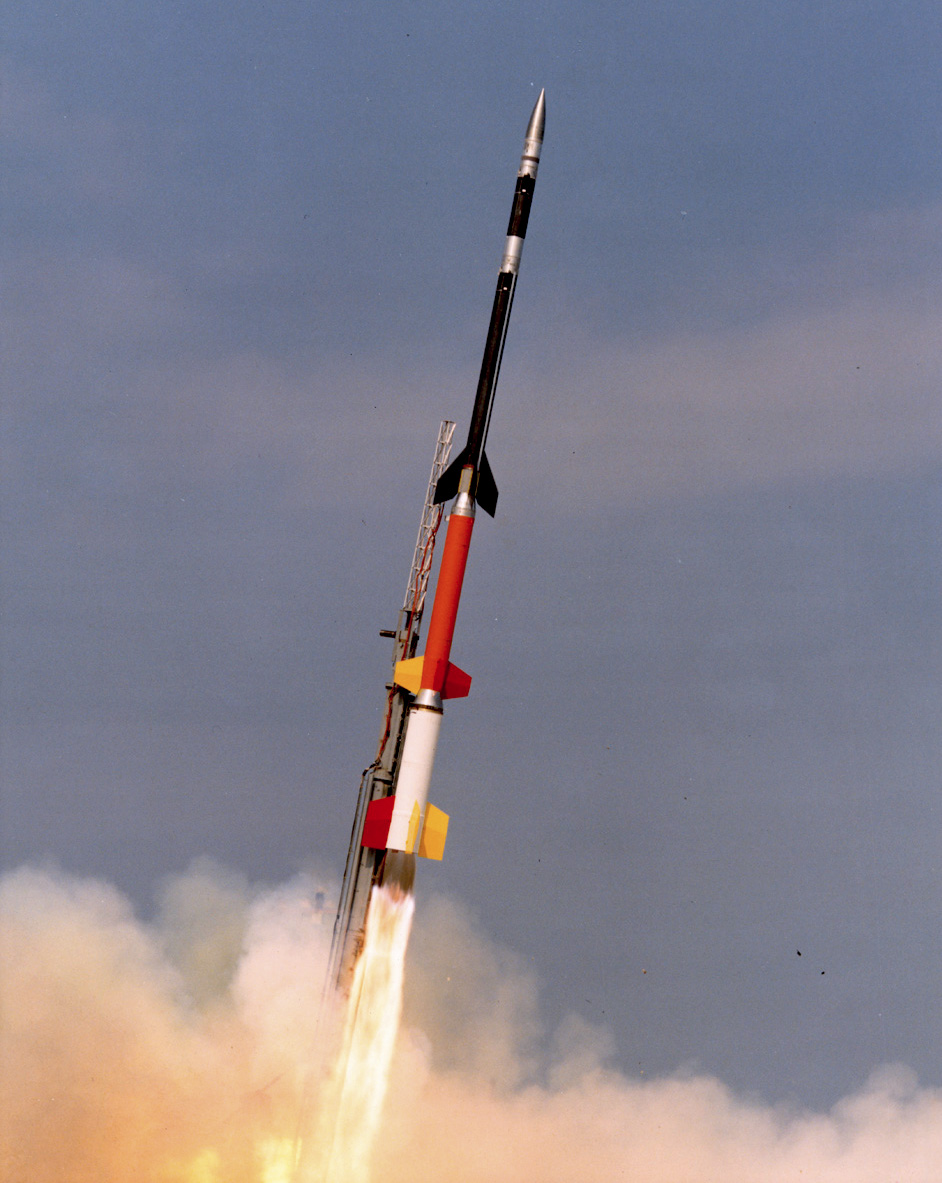
Um Black Brant XII sendo lançado da Wallops Flight Facility.

Black Brant é uma família de foguetes de sondagem de origem Canadense, concebida e construída pela Bristol Aerospace em Winnipeg, Manitoba, desde o final da década de 50.
O nome foi escolhido por conta do ganso Black Brant. O motivo, foi que os seus projetistas queriam um nome e uma imagem que não fossem agressivos, para ressaltar que o objetivo desses foguetes era exclusivamente o de pesquisas espaciais pacíficas.
Mais de 800 Black Brants, de vários modelos e versões, foram lançados desde que foram produzidos em série pela primeira vez em 1961, e continuam compondo
uma das mais populares famílias de foguetes. Eles têm sido constantemente utilizados pela Agência Espacial Canadense e pela NASA.

## Histórico

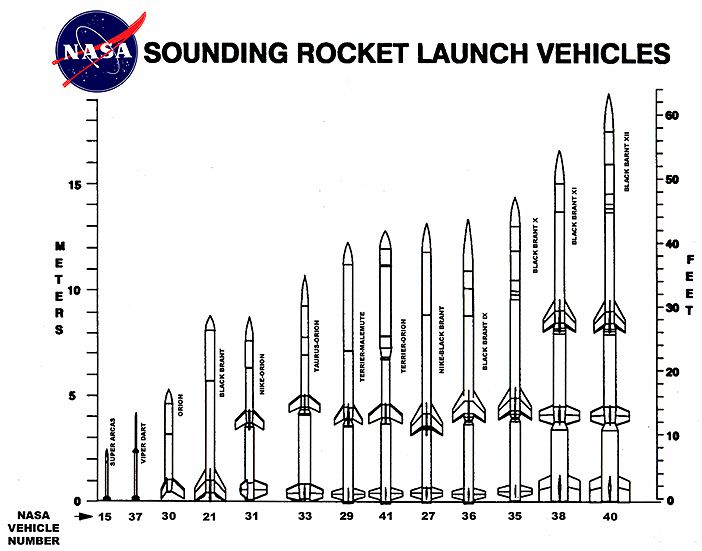
Comparação de tamanho de vários foguetes de sondagem, incluindo várias versões do Black Brant

O foguete Black Brant foi o resultado de pesquisas conduzidas no CARDE durante os anos 50 em relação aos aspectos da Atmosfera superior da Terra, como parte do projeto de pesquisa de sistems de mísseis antibalísticos e comunicações a longa distância. Em 1957 o CARDE contratou a Bristol para produzir uma fuselagem de foguete, chamada Veículo de Teste de Propulsão (VTP), para estudos de foguetes a combustível sólido de alta potência. O desenho resultante feito por Albert Fia, se revelou muito pesado, devido ao fato de ter sido desenhado para suportar uma variedade muito ampla de tempos de queima, tipos de combustível e ângulos de lançamento por fazer parte dos testes para desenvolvimento do sistema anti mísseis. O primeiro voo de teste ocorreu apenas dois anos depois a partir do Centro de Lançamento de Fort Churchill em Setembro de 1959.
Em seguida, a atenção do CARDE se voltou para as comunicações a longa distância, e eles julgaram o VTP adequado para uso como foguete de sondagem. Para um melhor desempenho nessa função, a Bristol  modificou o desenho tornando-o mais leve e mais adequado a nova função. Este se tornou o Black Brant. O CARDE lançou alguns desses foguetes durante os anos subsequentes, usaram o modelo original chamado Black Brant I que podia colocar 68 kg de carga útil a 150 km de altitude, o modelo maior chamado Black Brant II cujo primeiro voo ocorreu em Outubro de 1960, e o modelo menor mas capaz de atingir altitudes maiores chamado Black Brant III.
Em Julho de 1963 um modelo muito maior chamado Black Brant V voou pela primeira vez, este modelo foi usado como booster e junto com o Black Brant III constituiu o modelo Black Brant IV. O primeiro voo de modelo IV ocorreu em 1964, mas falhou, assim como o próximo. Depois disso, o foguete Black Brant IV nunca mais teve nenhuma falha, tornando-o um dos foguetes mais confiáveis da história. Desde então ele vem sofrendo evoluções contínuas sendo criadas os modelos: XI e XII, alguns deles atingindo altitudes de mais de 1.500 km, o que é acima da ionosfera e muito acima das órbitas da ISS.
Os combustíveis sólidos desenvolvidos pelo CARDE para o programa Black Brant eram os de melhor performance daquela época. Com eles a Bristol criou um novo míssil de ataque ao solo de 70mm chamado CRV7, o primeiro capaz de penetrar os hangares padrão das instalações do Pacto de Varsóvia. Desde então, o CRV7 passou a ser o míssil de ataque ao solo padrão usado por todas as forças armadas da NATO.
Nos dias de hoje,  devido a sua taxa de sucesso de 98%, ele continua sendo um dos foguetes sonda mais populares jamais construído. Tem sido usado de forma continuada pela Agência Espacial Canadense, a NASA, e várias outras agências espaciais ao redor do Mundo.
Em 19 de Setembro de 2009, um Black Brant XII lançado para estudo de nuvens, causou uma série de chamados no Nordeste dos Estados Unidos informando "estranhas luzes no céu". A NASA informou que as luzes vinham de uma nuvem formada pelas partículas ejetadas pelo quarto estágio do foguete a uma altitude de aproximadamente 278 km.

## Versões

### Black Brant I

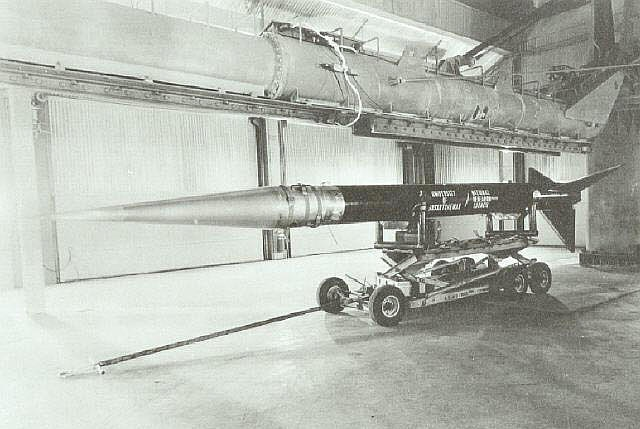
Um foguete Black Brant I aguardando o lançamento.

Foguete de um estágio: 1 x Black Brant VA.
- Notas: conhecido como Propulsion Test Vehicle (PTV), não foi produzido comercialmente.
- Situação: Fora de serviço (1963).
- Altura: 7,41 m
- Diâmetro: 0,26 m
- Massa: 730 kg
- Carga útil: 68 kg
- Empuxo: 111 kN
- Apogeu: 225 km
- Estreia: 05/09/1959.
- Último: 06/04/1963.
- Lançamentos: 16

### Black Brant II

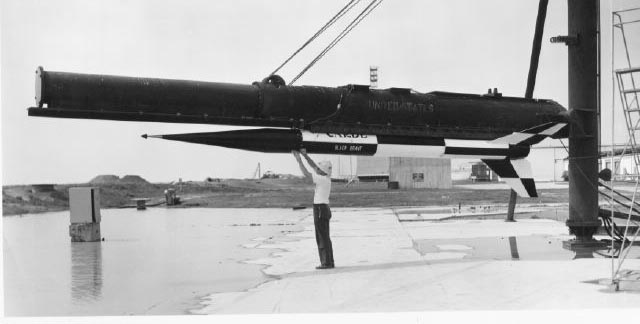
Um foguete Black Brant II na rampa de lançamento.

Foguete de um estágio: 1 x Black Brant VA.
- Notas: modelo com 3 aletas.
- Situação: Fora de serviço (1974).
- Altura: 8,45 m
- Diâmetro: 0,44 m
- Massa: 1.156 kg (sem a carga útil)
- Carga útil: 68 kg
- Empuxo: 89 kN
- Apogeu: 201 km
- Estreia: 12/10/1960.
- Último: 22/02/1974.
- Lançamentos: 56

### Black Brant III

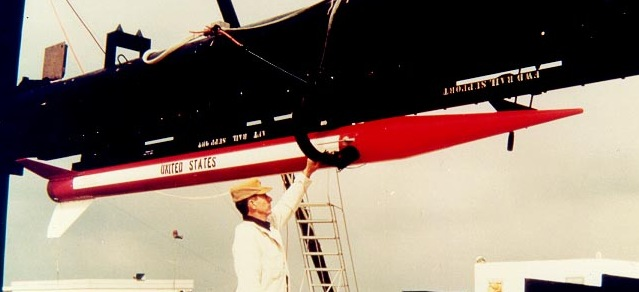
Um foguete Black Brant III sendo inspecionado.

Foguete de um estágio: 1 x Black Brant IIIA ou IIIB.
- Notas: modelo com 3 aletas e Black Brant IIA com 4 aletas.
- Situação: Fora de serviço (1984).
- Altura: 5,50 m
- Diâmetro: 0,26 m
- Massa: 282 kg (sem a carga útil)
- Carga útil: 18 kg
- Empuxo: 49 kN
- Apogeu: 193 km
- Estreia: 15/06/1962.
- Último: 11/05/1984.
- Lançamentos: 56

### Black Brant IV

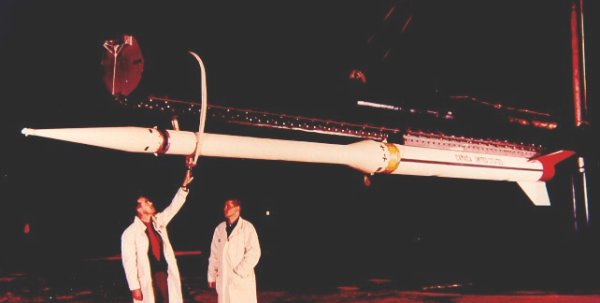
Um foguete Black Brant IV sendo inspecionado.

Foguete de dois estágios: 1 x Black Brant VB (com aletas menores) + 1 x Black Brant IIIA or IIIB (sem aletas).
- Notas: foi o primeiro modelo vendido à NASA e usado nos Estados Unidos e no Brasil
- Situação: Fora de serviço (1984).
- Altura: 11,06 m
- Diâmetro: 0,44 m
- Massa: 1.410 kg (sem a carga útil)
- Carga útil: 18 kg
- Empuxo: 111 kN
- Apogeu: 972 km
- Estreia:  Junho de 1964 (com falha),  Janeiro de 1965 (com sucesso)
- Último: 1981
- Lançamentos: mais de 50

### Black Brant V

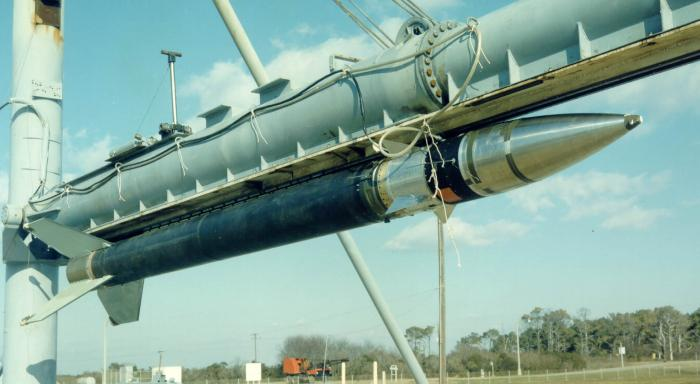
Um foguete Black Brant V na torre de lançamento.

Foguete de um estágio: 1 x Black Brant VB (3 aletas) ou VC (4 aletas).
- Notas: este modelo possuia sistemas de liberação e recuperação de cargas úteis
- Situação: Ativo (?)
- Altura: 5,35 m
- Diâmetro: 0,44 m
- Massa: 1.190 kg (sem a carga útil)
- Carga útil: 68 kg
- Empuxo: 69 kN
- Apogeu: 386 km
- Estreia:  20/07/1963
- Último:
- Lançamentos: 201

### Black Brant VI

Um foguete Black Brant VI.

Foguete de um estágio: 1 x Black Brant (4 aletas).
- Notas: destinado a ser um modelo de baixo custo, isso não aconteceu e foi abandonado
- Situação: Fora de serviço (1979).
- Altura: 2,80 m
- Diâmetro: 0,12 m
- Massa: 100 kg
- Carga útil: 52 kg
- Empuxo: 7 kN
- Apogeu: 72 km
- Estreia: 01/10/1969
- Último: 28/04/1979
- Lançamentos: 28

### Black Brant VII

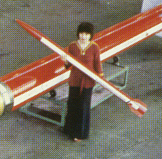
Um foguete Black Brant VII sendo carregado.

Foguete de um estágio: 1 x Black Brant (4 aletas).
- Notas: o conceito desse modelo era muito similar ao VI, porém menor em tamanho. Pelos mesmos motivos de custo foi cancelado
- Situação: Fora de serviço (1972).
- Altura: 1,70 m
- Diâmetro: 0,09 m
- Massa: 100 kg
- Carga útil: 9 kg
- Empuxo: 1 kN
- Apogeu: 72 km
- Estreia: 15/12/1970
- Último: 27/01/1972
- Lançamentos: 20

### Black Brant VIII

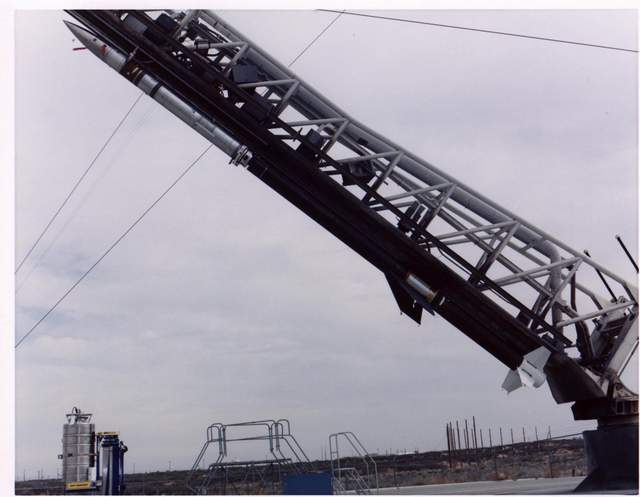
Um foguete Black Brant VIII na torre de lançamento.

Foguete de dois estágios: 1 x Nike booster + Black Brant VB ou VC (sem aletas).
- Notas: A NASA e a Força Aérea Norte Americana se tornaram os principais clientes.
- Situação: Fora de serviço (1987) ?.
- Altura: 11,90 m
- Diâmetro: 0,44 m
- Massa: 2.000 kg
- Carga útil: 9 kg
- Empuxo: 196 kN
- Apogeu: 340 km
- Estreia: Dezembro de 1975
- Último: 1987 (?)
- Lançamentos: mais de 100

### Black Brant IX

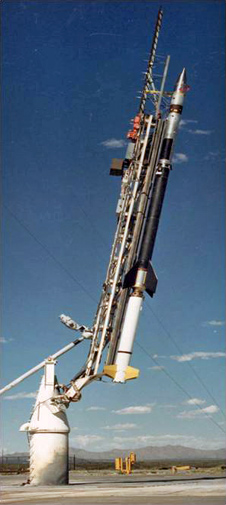
Black Brant IX.

Foguete de dois estágios: 1 x Terrier Mk 70 + 1 x Black Brant VB.
- Notas: A NASA se tornou o principal cliente.
- Situação: Ativo (?).
- Altura: 12,20 m
- Diâmetro: 0,46 m
- Massa: 2.200 kg
- Carga útil: 540 kg
- Empuxo: 290 kN
- Apogeu: 450 km
- Estreia: 16/03/1982
- Último: 08/10/2011
- Lançamentos: 223

### Black Brant X

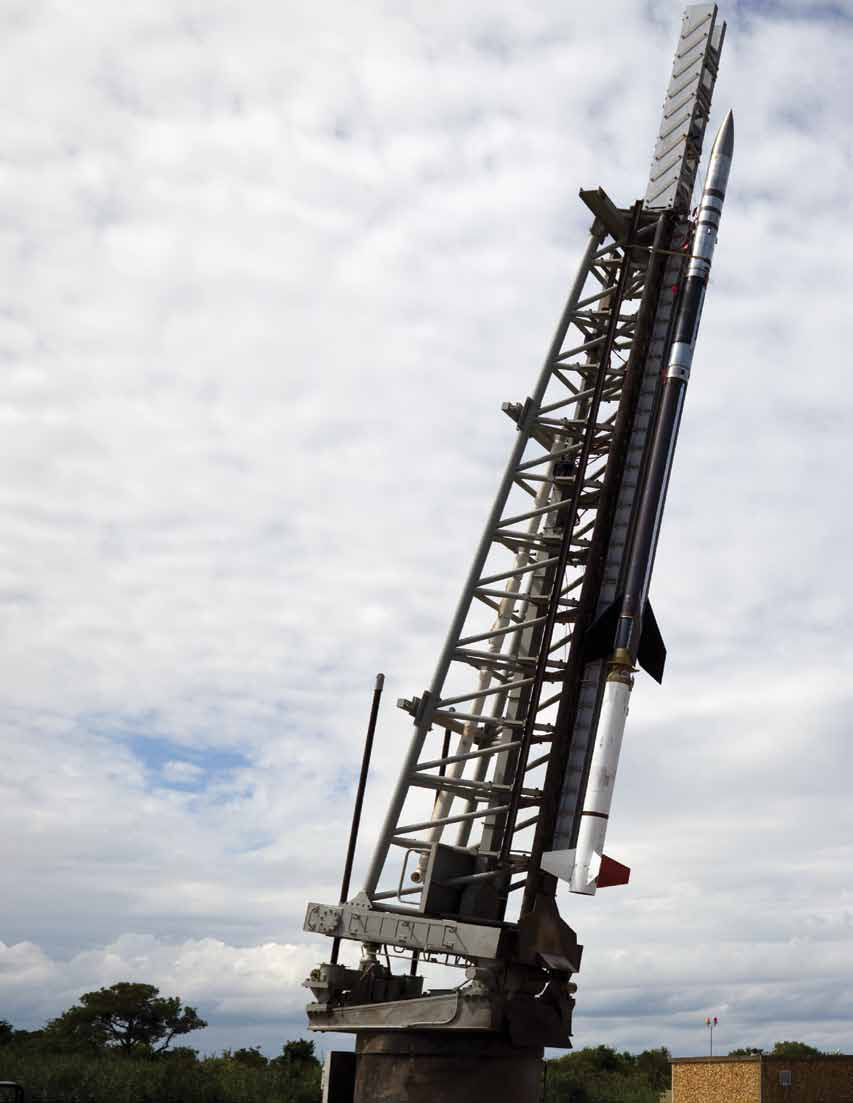
Um foguete Black Brant X na torre de lançamento.

Foguete de três estágios: 1 x Terrier + 1 x Black Brant VB ou VC + 1 x Nihka.
- Notas:
- Situação: Ativo (?).
- Altura: 14,50 m
- Diâmetro: 0,44 m
- Massa: 2.600 kg
- Carga útil: 90 kg a 1,200 km ou 317 kg a 550 km.
- Empuxo: 257 kN
- Apogeu: 900 km
- Estreia: 14/08/1981
- Último: 04/08/2010
- Lançamentos: 31

### Black Brant XI

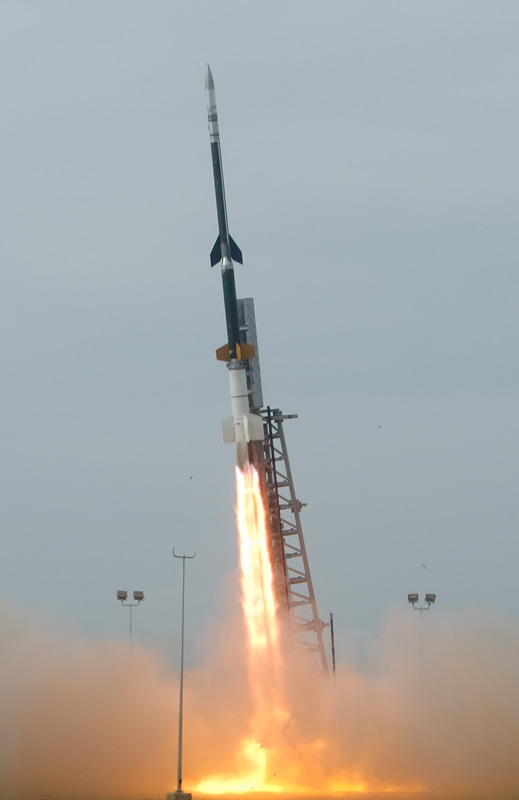
Um foguete Black Brant XI logo após o lançamento.

Foguete de três estágios: 1 x Talos Mk 11-5 + 1 x Taurus + 1 x Black Brant VC.
- Notas: A tubeira do Black Brant VC foi aumentada para uso fora da atmosfera.
- Situação: Ativo (?).
- Altura: 17 m
- Diâmetro: 0,76 m
- Massa: 5.300 kg
- Carga útil:
- Empuxo:
- Apogeu: 1.400 km
- Estreia: 01/02/1990
- Último: 19/09/2009
- Lançamentos: 7

### Black Brant XII

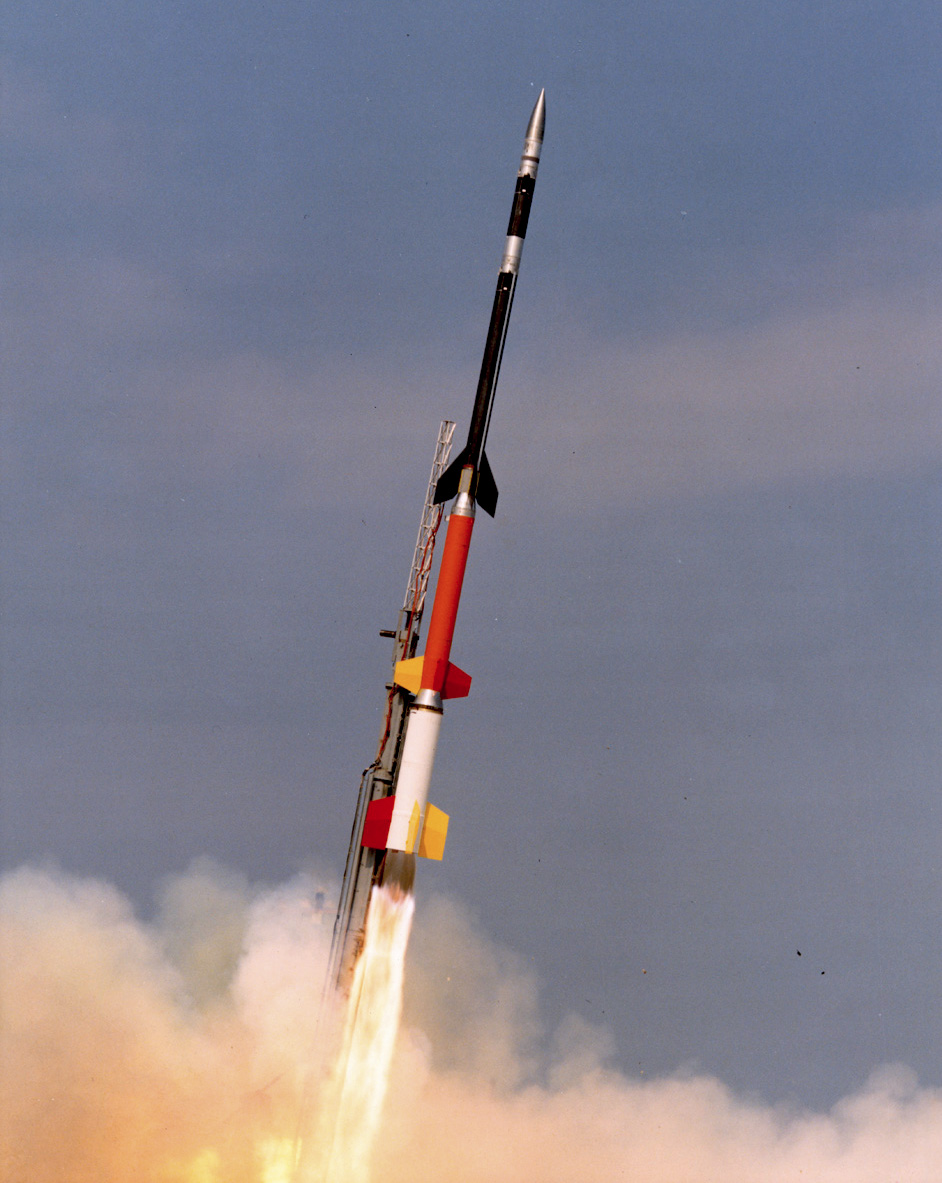
Um foguete Black Brant XII logo após o lançamento.

Foguete de quatro estágios: 1 x Talos Mk 11-5 + 1 x Taurus + 1 x Black Brant VB + 1 x Nihka.
- Notas: A tubeira do Black Brant VC foi aumentada para uso fora da atmosfera.
- Situação: Ativo (?).
- Altura: 17 m
- Diâmetro: 0,76 m
- Massa: 5.300 kg
- Carga útil: 136 kg
- Empuxo:
- Apogeu: 1.500 km
- Estreia: 30/09/1988
- Último: 16/05/2021
- Lançamentos: 28